# 1331
Cette page concerne l'année 1331  du calendrier julien.
L'année 1331 est une année commune qui commence un mardi.

## Événements
- 2 mars : les Ottomans prennent Nicée (Iznik), puis Nicomédie (1337)[1].

- Début du règne de Abû al-Hasan ben `Uthmân, roi mérinide du Maroc (fin en 1348)[2]. Apogée du royaume mérinide qui domine alors l'ensemble du Maghreb.
- Genkō no Ran[3] : L’empereur du Japon Go-Daigo Tenno, qui conspirait à nouveau contre le shogun de Kamakura doit fuir Kyôto. Capturé, il est déposé et exilé dans les îles Oki. Kusunoki Masashige (1294-1336) et ses partisans continuent à défendre sa cause.

- Gajah Mada devient Premier ministre du Majapahit, à Java (fin en 1364)[4]. Le royaume de Majapahit, guidé par Gajah Mada adopte une politique expansionniste qui, en un peu plus de deux décennies, lui permet de prendre le contrôle de presque toute l’actuelle Indonésie et d’une bonne partie de la péninsule Malaise. La puissance du royaume de Majapahit, basée sur la maîtrise du trafic maritime, et donc du commerce de la région, décline après la mort de Gajah Mada, et disparaît virtuellement en 1520.

- Birmanie : quatre rois règnent en un an au Royaume d'Hanthawaddy. Saw Zein, mort au combat, est remplacé par l'usurpateur Zein Pun, renversé une semaine plus tard par la reine Sanda Min Hla ; elle épouse et fait couronner Saw E, puis l'empoisonne et le remplace par son propre demi-frère Binnya E Law[5]. Celui-ci règne jusqu'en 1348. Fin de la suzeraineté du Royaume de Sukhothaï sur Hanthawaddy.

### Europe
- Fortes précipitations en France (depuis novembre 1330) au début de l'année puis sècheresse extraordinaire qui empêche les labours tant le sol est dur. L'hiver est doux avec une quasi absence de gelées[6].

- 11 janvier[7] : la Bohême annexe le duché de Głogów après la mort de Przemko II[8].
- Printemps : Ivan Stefan de Bulgarie est renversé par les boyards. Début du règne de Jean-Alexandre, tsar de Bulgarie (fin en 1371)[1]. La Bulgarie devient tributaire de la Serbie (fin en 1335) qui est à son apogée.
- Juin - juillet : intervention d'Andronic III Paléologue en Bulgarie[9].
- 17-19 juillet : Traité de paix entre Ivan Alexandre de Bulgarie et Andronic III Paléologue[9]
- 2 septembre : paix définitive entre les deux partis Guelfes et Gibelins de la république de Gênes par la médiation du roi Robert Ier de Naples[10].
- 12 septembre : Charles Grimaldi occupe Monaco[11].
- 8 septembre : couronnement de Stefan Uroš IV Dušan (Étienne Douchan, 1308-1355), tsar des Serbes et des Grecs (fin de règne en 1355)[12]. Il fonde un grand empire Serbe de Corfou jusqu’à Salonique. Il contrôle tout l’arrière pays Bulgare, organise l’État Serbe et développe sa prospérité.
- 27 septembre[13] : près du village de Płowce, victoire de l’armée de Ladislas Ier le Bref, roi de Pologne, sur celle de l’Ordre Teutonique.

- Première Ligue de Souabe. La maison de Souabe disparue (1268), les villes souabes s’unissent, rassemblant vingt-deux cités qui luttent pour leur indépendance contre la noblesse souabe puis contre Charles IV, souverain du Saint Empire romain germanique[14].
- Majorité du roi Magnus IV de Suède. En 1335 il visite l’ensemble de son royaume (Norvège, Suède, Finlande, Scanie, Blekinge, Nord du Halland) selon le rite de l’Eriksgata et commence son règne personnel[15].
- La forteresse du Kremlin de Moscou est mentionnée pour la première fois[16].